# Форесто I (Бергамо)
Форесто I је насеље у Италији у округу Бергамо, региону Ломбардија.
Према процени из 2011. у насељу је живело 142 становника. Насеље се налази на надморској висини од 365 м.